# Jurmua
Jurmua är en sjö i kommunen Kuusamo i landskapet Norra Österbotten i Finland. Sjön ligger 301,4 meter över havet. Den är 20,84 meter djup. Arean är 94 hektar och strandlinjen är 12,95 kilometer lång. Sjön  ingår i Ijo älvs huvudavrinningsområde.   Den ligger omkring 190 kilometer nordöst om Uleåborg och omkring 670 kilometer norr om Helsingfors. 
I sjön finns ön Jormuansaari. 